# 前原エリ
前原 エリ（まえはら えり、1982年4月21日 - ）は、日本の女優。本名:前原 絵理子（まえはら えりこ）。以前の芸名は前原 絵理（まえはら えり）。

## 来歴・人物
沖縄県宜野湾市出身。キャッツアイ所属。血液型はO型。
2001年、NHK連続テレビ小説『ちゅらさん』で女優デビュー。2004年、プロ野球選手で北海道日本ハムファイターズに所属していた木元邦之と結婚。
2007年、出演していたNHK沖縄放送局のレギュラー番組が終了したのを機に、事務所を移籍、再び上京。また、この前後で木元が選手名鑑で独身と表記されていたため、離婚したと思われる。
事務所の所属は、フロムファーストプロダクション→キャッツアイ→アンフラマンス→JVCエンタテインメント→ハーキュリーズ。

## 出演

### テレビドラマ
- 連続テレビ小説 ちゅらさん（2001年、NHK総合） - 前原琉美子 役
- 月曜ドラマシリーズ ちゅらさん2（2003年、NHK総合） - 与那原琉美子 役
- ケータイ刑事 銭形愛 （2003年、BS-i） - 第25話 鮎川菜名子 役
- ケータイ刑事 銭形舞 （2003年、BS-i） - 第12話 春風瑠美 役
- 怪談新耳袋（2003年、BS-i）
- 刑事☆イチロー（2003年、TBS） - 第8話ゲスト
- 月曜ドラマシリーズ ちゅらさん3（2004年、NHK総合）
- 琉奈の日記（2005年、沖縄テレビ）
- オキナワノコワイハナシ 〜2006清明〜（2006年、琉球放送） - 第3話「清明花」
- 土曜ドラマ ちゅらさん4（2007年、NHK総合）
- 復讐の女神たち（2008年6月、関西テレビ） - 高瀬真砂海 役
- リアル・クローズ（2008年9月、関西テレビ） - 坂野ゆかり 役
- リアル・クローズ（2009年10月〜12月、関西テレビ） - 坂野ゆかり 役
- インディゴの夜（2010年3月、フジテレビ） - 森井明日香 役
- ドリーム・ガールズ（2011年3月20日、関西テレビ） - 沙羅 役
- オキナワノコワイハナシ 2011夏（2011年8月17日、琉球放送）- ユタ 役
- オバー自慢の爆弾鍋（2012年4月〜6月、沖縄テレビ） - 智子 役

### テレビ（ドラマ以外）
- JTAカップゴルフ松山大会（2005年、沖縄テレビ） - 番組リポーター
- 沖縄情報市場 おもろてれぐすく（2006年、NHK沖縄） - 月曜パーソナリティ
- JTAカップゴルフ岡山大会（2011年、沖縄テレビ） - 番組リポーター

### インターネットドラマ
- φ（ファイ）（2003年、TTNet／オメガ・プロジェクト）

### 映画
- スウィングガールズ（2004年） - 吉田加世 役（トロンボーン）
- 聖家族〜大和路（2010年）
- 天国からのエール（2011年） - タウン誌の記者 役
- 旅立ちの島唄〜十五の春〜（2013年）
- 洗骨（2019年） - 高安マキ 役

### ラジオ
- Talking with Eri（FMちゃたん）
- スウィングブラス（FMちゃたん）

### CM
- キヤノン プロモーションビデオ（1998年）
- 沖縄県マイバッグキャンペーンポスター（1998年）
- カンコースクールウエアー（1999年）
- 沖縄ろうきん（2006年）
- 沖縄伊藤園「さんぴん花茶」（2006年）
- 花王「ピュオーラタブレット」（2007年）
- 興和「キューピーコーワゴールドα」（2009年）
- 沖縄海邦銀行（2011年）